# Rhynchodemus terrestris
Rhynchodemus terrestris är en art av Landplanarier (Geoplanidae).